# Deliathis diluta
Deliathis diluta là một loài bọ cánh cứng trong họ Cerambycidae.